# Harriet Taylor Mill
Harriet Taylor Mill (født Hardy; født i London 8. oktober 1807, død i Avignon 3. november 1858) var en britisk filosof og kvindesagsforkæmper. Hendes værker findes i The Complete Works of Harriet Taylor Mill. Hun er kendt for at have stor indflydelse på sin anden mand, John Stuart Mill, en af 1800-tallets vigtigste liberale tænkere. De diskuterede og arbejdede tæt sammen, og hun bidrog med kapitler til nogle af hans værker.

## Tidlige liv og første ægteskab
Harriet Hardy blev født i 1807 i Walworth, London som datter af Harriet og Thomas Hardy. Harriet blev undervist hjemme og havde en tidlig interesse i poesi.
Hun blev som 18-årg gift med sin første mand, John Taylor, i 1826. De fik tre børn sammen, Herbert, Algernon og Helen Taylor. 
i 1838 mødte hun John Stuart Mill. Det var omkring dette tidspunkt, at hun begyndte at skrive en række upublicerede værker om kvinders rettigheder, etik, tolerance og ægteskab. Deres venskab blomstrede, og Harriet satte pris på, at Mill behandlede hende som en ligeværdig intellektuelt.